# Noord-Sinaï
De Noordelijke Sinaï (Shamal Sina`, Arabisch: شمال سيناء) is een gouvernement van Egypte aan de noordoostgrens van het land. Het omvat de noordelijke helft van het schiereiland Sinaï en ligt tussen het Suezkanaal in het westen en buurland Israël in het oosten. Ten noorden van het gouvernement ligt de Middellandse Zee, ten zuiden het gouvernement Zuidelijke Sinaï. Noordelijke Sinaï werd rond 1984 gecreëerd toen het gouvernement Sinaï werd verdeeld in een noordelijk en een zuidelijk deel. Het noordelijke gouvernement heeft een oppervlakte van ruim 27.500 vierkante kilometer en telde eind 2006 net geen 340.000 inwoners. De hoofdstad van het gouvernement is El Arish.